# Lannoy (Norte)
Lannoy é uma comuna francesa na região administrativa de Altos da França, no departamento do Norte. Estende-se por uma área de 0.18 km². Em 2010 a comuna tinha 1 803 habitantes (densidade: 10 016,7 hab./km²).